# Сан-Бернардино (округ)
Сан-Бернарди́но (англ. San Bernardino County) — округ, расположенный в штате Калифорния, США. Окружной центр — город Сан-Бернардино. Население округа по данным переписи 2000 года составляет 1 709 434 человека, а по оценке 2009 года — 2 060 950 человек. Сан-Бернардино является самым большим округом в континентальных штатах по площади. Считается частью региона Внутренняя Империя.

## История
Отец Франсиско Дамец назвал местность Сан-Бернардино 20 мая 1810 года в день памяти святого Бернардина Сиенского. Округ был сформирован в 1853 году путём разделения округа Лос-Анджелес. Часть территории была передана округу Риверсайд в 1893 году.

## География
Расположен в юго-восточной части штата Калифорния. Граничит с округом Иньо (на севере), штатом Невада (на северо-востоке), штатом Аризона (на востоке), а также с калифорнийскими округами Риверсайд (на юге), Ориндж (на юго-западе), Лос-Анджелес и Керн (на западе). Округ имеет бо́льшую площадь, чем территории штатов Нью-Джерси, Коннектикут, Делавэр и Род-Айленд вместе взятые и примерно сопоставим с территорией таких государств как Коста-Рика или Босния и Герцеговина. Сан-Бернардино — крупнейший по площади округ в континентальных США.
На территории округа располагаются части национальных парков Долина Смерти и Джошуа-Три, а также части национальных лесов Анджелес и Сан-Бернардино, национальный заповедник Мохаве и часть национального резервата дикой природы Хавасу. Имеется также ещё ряд менее значимых природоохранных территорий.
На территории округа расположен один из крупнейших полигонов в США — «29 пальм».

## Климат
Сан-Бернардино преимущественно имеет полузасушливый климат, большая часть осадков выпадает в зимние месяцы. Среднегодовое количество осадков составляет около 25 дюймов. 
Согласно системе классификации климатов Кёппена, округ имеет теплый летний средиземноморский климат, сокращенно обозначаемый аббревиатурой «Csb» на климатических картах.

## Население

### 2010 год
По данным переписи 2010 года население округа составляет 2 035 210 человек. Расовый состав: белые (56,7 %), афроамериканцы (8,9 %), коренные американцы (1,1 %), азиаты (6,3 %), океанийцы (0,3 %), представители других рас (21,6 %) и представители двух и более рас (5,0 %). Доли латиноамериканцев составляет 49,2 %.

### 2000 год

Возрастная пирамида

По данным переписи 2000 года в округе насчитывалось 1 709 434 человека. Плотность населения составляла 33 человека на км². Расовый состав: 58,9 % — белые; 9,1 % — чёрные; 1,2 % — коренные американцы; 4,7 % — азиаты; 20,8 % — представители других рас и 5,0 % — представители двух и более рас. 8,3 % были немцами, 5,5 % англичанами, 5,1 % ирландцами. Число бездомных в округе Сан-Бернардино выросло на 39 % с 5270 в 2002 году до 7331 в 2007 году.
Существовало 528 594 семей, из которых 43,7 % имели детей в возрасте до 18 лет. Средний доход на одно хозяйство составил $42 066, а средний доход на семью — $46 574. Мужчины имеют средний доход в $37 025, женщины — $27 993. Доход на душу населения равен $16 856. 12,6 % семей или 15,80 % населения живут за чертой бедности, в том числе 20,6 % из них моложе 18 лет и 8,4 % в возрасте от 65 лет и старше. В округе 32,3 % населения в возрасте до 18 лет; 10,3 % — от 18 до 24 лет; 30,2 % — от 25 до 44 лет; 18,7 % — от 45 до 64 лет; и 8,6 % — от 65 лет и старше. Средний возраст составляет 30 лет. На каждые 100 женщин приходится 99,6 мужчин. На каждые 100 женщин в возрасте от 18 лет и старше приходится 97,20 мужчин.

## Транспорт

### Основные транспортные магистрали
- межштатное шоссе № 10
- межштатное шоссе № 15
- межштатное шоссе № 40
- межштатное шоссе № 215
- шоссе № 95
- шоссе № 395
- историческое шоссе № 66
- внутриштатное шоссе № 18
- внутриштатное шоссе № 38

- внутриштатное шоссе № 58
- внутриштатное шоссе № 60
- внутриштатное шоссе № 62
- внутриштатное шоссе № 66
- внутриштатное шоссе № 71
- внутриштатное шоссе № 83
- внутриштатное шоссе № 127
- внутриштатное шоссе № 138

- внутриштатное шоссе № 142
- внутриштатное шоссе № 173
- внутриштатное шоссе № 178
- внутриштатное шоссе № 189
- внутриштатное шоссе № 210
- внутриштатное шоссе № 247
- внутриштатное шоссе № 259
- внутриштатное шоссе № 330

### Транспортные компании

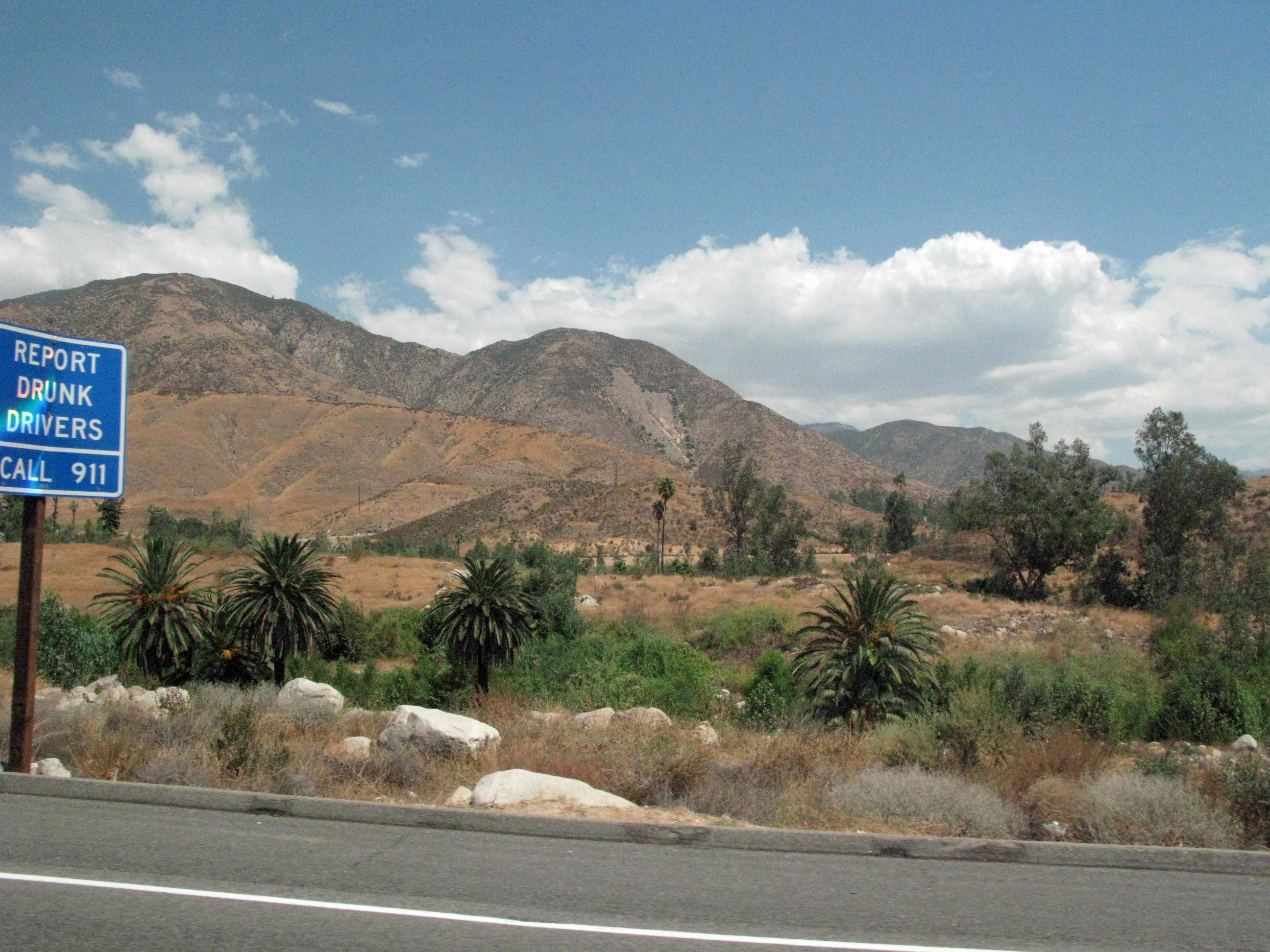
Горы Сан-Бернардино

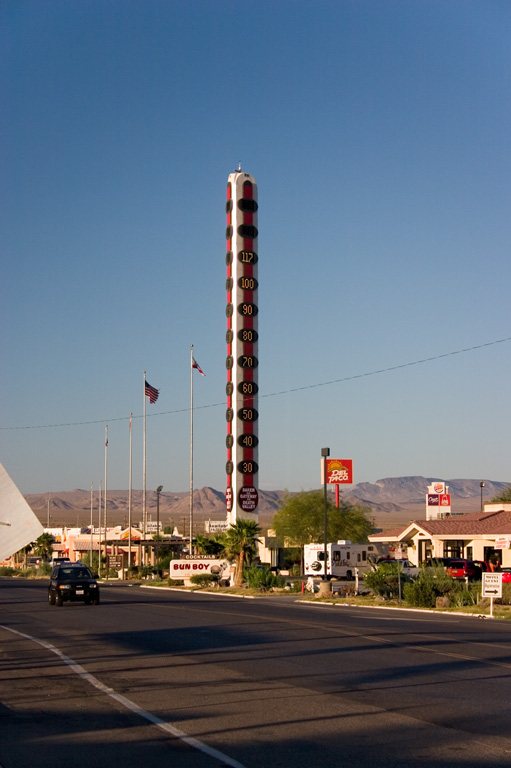
Крупнейший термометр в мире в Бейкер (Калифорния)

- Barstow Area Transit — обслуживает город Барстоу и прилегающие районы округа
- Morongo Basin Transit Authority — обслуживает Юкка-Вэлли, Джошуа-Три и Твентинайн-Палмс. Ограниченно обслуживает также направление на Палм-Спрингс.
- Mountain Area Regional Transit Authority (MARTA) — охватывает регионы Лейк-Арроухед и Биг-Бер. ограниченно обслуживает также центр города Сан-Бернардино.
- Needles Area Transit — обслуживает Нидлс и прилегающие районы округа
- Omnitrans — обслуживает город Сан-Бернардино, а также район между городами Монтклэр и Юкейпа
- Victor Valley Transit Authority — обслуживает Викторвилл, Хесперия, Аделанто, Апл-Валли и прилегающие к ним районы округа
- Foothill Transit — соединяет Внутреннюю Империю с долиной Сан-Габриэль и центром Лос-Анджелеса
- OCTA — соединяет Чино с городами Ирвайн и Брея
- RTA — соединяет Монклер с округом Риверсайд

Территория округа Сан-Бернардино обслуживается также автобусной компанией Greyhound Lines и желеэнодорожной компанией Amtrak. Поезда пригородной железнодорожной компании Metrolink соединяют Сан-Бернардино с округами Лос-Анджелес, Ориндж и Риверсайд.

### Аэропорты
Пассажирское сообщение осуществляется через международный аэропорт Онтарио, расположенный примерно в 4 км к востоку от центра города Онтарио. Международный аэропорт Сан-Бернардино располагается в 3 км к юго-востоку от города Сан-Бернардино и находится сейчас в стадии ремонта и усовершенствования. Аэропорт Логистики Южной Калифорнии расположен в 32 км к северу от Сан-Бернардино и является крупнейшим грузовым аэропортом и крупнейшим аэропортом авиации общего назначения. На территории округа располагаются также ещё 6 аэропортов авиации общего назначения: Апл-Валли, Бейкер, Барстоу-Даггетт, Чино, Нидлс и Твентинайн. Другие аэропорты включают: Биг-Бир-Сити, Кейбл, Хесперия и Рэдландс.

## Города-побратимы
- Таоюань, Тайвань[9]